# Армо
А̀рмо (на италиански и на лигурски: Armo) е село и община в Северна Италия, провинция Империя, регион Лигурия. Разположено е на 578 m надморска височина. Населението на общината е 123 души (към 2011 г.).